# 何するカトゥーン?
『何するカトゥーン?』（なにするカトゥーン?）は、フジテレビ（関東ローカル）で2021年4月20日未明（19日深夜）から2025年3月31日未明（30日深夜）、まで月1回放送されているバラエティ番組である。KAT-TUNのフジテレビ初冠番組。

## 概要
KAT-TUNが2021年3月22日でデビュー15周年を迎えたことを記念して、2021年4月20日（月曜深夜0時55分）からフジテレビでアニバーサリー番組『何するカトゥーン?』が月1回のレギュラーとして放送開始した。KAT-TUNのフジテレビ初冠番組。番組放送後には、TVerで見逃し配信、FODプレミアムでは未公開映像を追加した見逃し完全版が配信される。
3人それぞれがドラマやバラエティ、舞台などソロでも多方面で活躍中のKAT-TUNだが、この番組では“グループの15周年記念”というコンセプトで集合。「15周年の今だからこそ3人で〇〇やってみた!」をテーマに、各メンバーが考えた「3人で今やってみたいこと」に、ほかの2人が“付き合わされる”という内容で毎月放送される。KAT-TUNの楽曲をスタジオライブとして毎回披露するなど、この番組ならではのスペシャルな内容となっている。
また、この番組のスタートに先駆けて、2021年3月31日22時から、FODプレミアムとCS放送フジテレビTWOで、事前番組となる「#0」を放送。事前番組『何するカトゥーン?#0』では、2021年3月22日にデビュー15周年を迎えたKAT-TUNが、これまでのグループの歩みや自身の変化について、メンバーへの思いなどを本音でたっぷりと語る。
番組で「KAT-TUNに何をしてほしいか?」とファンから募集をかけたところ、2日ほどで1万4千通の応募が集まったと伝えられた。
2021年10月26日（第7回）以降は、放送時間を初回放送より30分繰り上げ、火曜（月曜深夜）0:25 - 0:55での放送となる。なお、地上波放送後CS放送フジテレビTWOでも再放送する。
2022年3月29日の放送（第12回）にて、同年4月以降の番組継続が発表された。
2022年4月より、火曜（月曜深夜）1:25 - 1:55（Mナイト枠）に移動。
2022年5月31日放送分(第14回)からメンバー1人のやりたい事に、他のメンバーもやっていく内容にリニューアルされた。
2023年1月（第23回）から2023年3月（第25回）、土曜（金曜深夜）1:25 - 1:55（フジバラナイト FRI）に移動。
2023年4月（第26回）より、火曜（月曜深夜）1:25 - 1:55に戻る。

## 中丸の活動自粛・KAT-TUN解散・番組の終焉
2024年8月26日の放送回、中丸の活動謹慎発表を受けて放送休止、９月以降は亀梨和也・上田竜也の２人で継続。
2024年10月（第43回）より、月曜（日曜深夜）1:30 - 2:00に移動した。2025年2月12日、所属事務所「STARTO　ENTERTAINMENT」が亀梨の退所とKAT-TUN解散を発表。そして、3月31日未明（30日深夜）の最終回をもって番組終了。4年の放送に幕を降ろした。

## 出演者
- KAT-TUN（亀梨和也・上田竜也・中丸雄一）

## 放送リスト

### 15周年 (2021年3月 - 2022年3月)
| 回   | 放送日時                              | サブタイトル                                                                   | 放送内容 | スタジオ披露楽曲                           | 備考     |
| ---- | ------------------------------------- | ------------------------------------------------------------------------------ | --- | ------------------------------------------ | -------- |
| 0    | 2021年3月31日 (水) 22:00 - 22:40      | FODプレミアムでしか見られない事前番組                                          | 今年3月22日にデビュー15周年を迎えたKAT-TUNが、これまでのグループの歩みや自身の変化について、メンバーへの思いなどを本音でたっぷりと語る。                                                                                                 | なし                                       | [ 注 2 ] |
| 1    | 2021年4月20日 (月曜深夜) 0:55 - 1:25  | 祝!レギュラー放送スタート!                                                     | 「15周年の今だからこそ3人で〇〇やってみた!」をテーマに、3人で何をするのかを決めるミーティングを開催! ▽3人の大先輩Kinki Kidsからのコメントも!                                                                                             | Roar、Flashback                            |          |
| 2    | 2021年5月25日 (月曜深夜) 1:05 - 1:35  | 超巨大モニターで「桃鉄」ガチバトル！                                           | 「15周年の今だからこそ3人で〇〇やってみた！」をテーマに、メンバー3人がやりたいコトに挑戦！ ▽今回は3人がやりたかった「桃鉄」ガチバトルを開催！ ▽eスポーツスタジオの425インチ巨大モニターにメンバーも大興奮！                              | Loner                                      |          |
| 3    | 2021年6月29日 (月曜深夜) 1:10 - 1:40  | 3人が協力プレイでボウリングに挑戦！                                            | 「15周年の今だからこそ3人で〇〇やってみた！」をテーマに、メンバー3人がやりたいコトに挑戦！ ▽今回はメンバーの提案で3人が協力プレイに挑戦！ ▽ボウリングを仲良くプレイして豪華景品獲得を目指します！                                        | HEART BEAT、YOU、Sweet Birthday            |          |
| 4    | 2021年7月20日 (月曜深夜) 1:00 - 1:30  | 3人の行きたい場所に車で出かけよう！                                            | 「15周年の今だからこそ3人で〇〇やってみた！」をテーマに、メンバー3人がやりたいコトに挑戦！ ▽今回はそれぞれの希望のロケに他のメンバーがお付き合い！ ▽メンバー自らが運転して都内巡りのロケに出発！                                         | JET、Unstoppable、DANGER                   |          |
| 5    | 2021年8月17日 (月曜深夜) 0:55 - 1:25  | 3人ドライブで夏の清涼スイーツを満喫！                                          | 「15周年の今だからこそ3人で○○やってみた！」をテーマに、メンバー3人がやりたいコトに挑戦 ▽今回は男3人ドライブで夏の清涼スイーツを満喫！ ▽削りの達人が作る絶品かき氷に舌鼓 ▽メンバー自らが映えるインサート撮影にチャレンジ                  | We Just Go Hard feat. AK-69                |          |
| 6    | 2021年9月21日 (月曜深夜) 0:55 - 1:25  | 亀梨＆上田プロデュースによる中丸サプライズ企画！                               | 「15周年の今だからこそ3人で〇〇やってみた！」をテーマに、メンバー3人がやりたいコトに挑戦 ▽今回は亀梨＆上田による中丸へのサプライズ企画！ ▽何も知らない中丸にドッキリを仕掛けてモニタリング ▽誕生日を迎えたばかりの中丸にSPサプライズも！ | EUPHORIA                                   |          |
| 6.5  | 2021年9月29日 (水) 22:10 - 22:40      | CSでしか観られないオリジナル新撮回！                                           | これまでの名場面を再現しながら、15周年折り返しをお祝いします！ | なし                                       | [ 注 3 ] |
| 7    | 2021年10月26日 (月曜深夜) 0:35 - 1:05 | 番組初の地方ロケ！3人が金沢の温泉旅へ！                                        | 「15周年の今だからこそ3人で○○やってみた！」をテーマに、メンバー3人がやりたいコトに挑戦 ▽今回は番組初の地方ロケ！3人が金沢の温泉旅へ！ ▽プライベート旅行気分で金沢の旬の味を堪能！ ▽さらに金運アゲアゲスポットで運気UPチャレンジ！        | なし                                       |          |
| 8    | 2021年11月30日 (月曜深夜) 0:35 - 1:05 | KAT-TUN 15周年金沢旅行後編！                                                   | 「15周年の今だからこそ3人で○○やってみた！」をテーマに、メンバー3人がやりたいコトに挑戦 ▽番組初の地方ロケ！3人で金沢の温泉旅～後編～ ▽3人水入らずで絶景の日本海や温泉宿を満喫！ ▽15周年を迎えた想いをメンバーが語る！                     | なし                                       |          |
| 9    | 2021年12月28日 (月曜深夜) 0:40 - 1:10 | 3人が今年やり残した「催眠術」に挑戦！                                          | 「15周年の今だからこそ3人で○○やってみた！」をテーマに、メンバー3人がやりたいコトに挑戦 ▽中丸がやり残した「催眠術」に挑戦！ ▽ただの催眠術じゃない深層心理を深掘り！ ▽3人は果たして催眠術にかかるのか？                                    | 喜びの歌、HONESTY                          |          |
| 10   | 2022年2月1日 (月曜深夜) 0:30 - 1:00   | 2022年一発目は3人が袴でバーベキュー！                                          | 「15周年の今だからこそ3人で〇〇やってみた！」をテーマに、メンバー3人がやりたいコトに挑戦 ▽2022年1発目は3人が袴でバーベキュー！ ▽豪華食材をかけてサイコロゲームに挑戦！ ▽紅白のマル秘裏話＆今年の抱負も発表！                             | READY FOR THIS！、Believe it、Lily         |          |
| 11   | 2022年3月1日 (月曜深夜) 0:25 - 0:55   | 亀梨和也バースデー企画「ハッピーバスツアー」                                   | 「15周年の今だからこそ3人で〇〇やってみた！」をテーマに、メンバー3人がやりたいコトに挑戦 ▽亀梨和也のSPバースデー企画！ ▽豪華バスでKAT-TUN思い出の地を巡るバスツアー！ ▽メンバーとの思い出の地＆ジャニーさんとの思い出の店も登場！        | なし                                       |          |
| 12   | 2022年3月29日 (月曜深夜) 0:40 - 1:10  | KAT-TUN15周年1年の感謝と16周年に向けて3人で富士山のパワーをもらいに行く旅！    | 「15周年の今だからこそ3人で○○やってみた！」をテーマに、メンバー3人がやりたいコトに挑戦 ▽15周年ラストは3人で河口湖へ！ ▽日本一の富士山を拝んでパワーを頂く3人旅！ ▽メンバーも大感動のSPサプライズも！                                     | Ask Yourself、Ain't Seen Nothing Yet、願い |          |
| 12.5 | 2022年3月31日 (木) 22:30 - 23:00      | 15周年アニバーサリー1年間の打ち上げを3人だけでおしゃれなフランス料理店で開催！ | CSでしか観られないオリジナル回！15周年の締めくくり＆16周年のスタートをお祝い！ おしゃれなフランス料理店で3人だけの打ち上げ開催！ | なし                                       | [ 注 3 ] |

### 16周年 (2022年4月 - 2023年3月)
| 回   | 放送日時                              | サブタイトル                                                   | 放送内容 | スタジオ披露楽曲               | 備考     |
| ---- | ------------------------------------- | -------------------------------------------------------------- | --- | ------------------------------ | -------- |
| 13   | 2022年4月26日 (月曜深夜) 1:35 - 2:05  | 2年目突入！今回は番外編「何するラジオ」                        | 「3人で〇〇やってみた！」をテーマに、メンバー3人がやりたいコトに挑戦！ ▽2年目突入！今回は番外編と題し「何するラジオ」をお届け！ ▽メンバーへの悩み相談などラジオならではの企画が満載！ ▽視聴者のみなさんから「今後番組で3人にやって欲しいこと」をリクエスト募集！採用か？保留か？果たして！？              | なし                           |          |
| 14   | 2022年5月31日 (月曜深夜) 1:25 - 1:55  | 2年目初の3人ロケ！KAT-TUN決起集会                              | 3人で○○やってみた！をテーマに、メンバー3人がやりたいコトに挑戦！ ▽16周年イヤー初の3人ロケ！KAT-TUN決起集会！ ▽亀梨が提案した「美味しいものを食べたい」を3人で実現！ ▽2年目の「何するカトゥーン？」について話し合います                                                                                    | STING、Honey on me             |          |
| 15   | 2022年6月28日 (月曜深夜) 1:25 - 1:55  | 3人で念願のUSJを楽しむ！                                       | 3人で〇〇やってみた！」をテーマに、メンバー３人がやりたいコトに挑戦！ ▽上田が提案した「3人でテーマパークに行きたい」を実現！ KAT-TUN3人ガチで楽しませていただきます！ ▽オープン1周年を迎えた『スーパー・ニンテンドー・ワールド TM』を始め人気アトラクションに乗りまくり！思う存分楽しむ３人をご覧下さい！ | なし                           |          |
| 16   | 2022年7月26日 (月曜深夜) 1:35 - 2:05  | 3人で念願のUSJを楽しむ！後半戦！                               | 「3人で○○やってみた！」をテーマに、メンバー3人がやりたいコトに挑戦！ ▽上田が提案した「3人でテーマパークに行きたい」を実現！ 人気アトラクションに乗りまくり！ KAT-TUN3人ガチで楽しませていただきます！ ▽USJを存分に楽しんだ打ち上げも！                                                                    | Womanizer                      |          |
| 17   | 2022年8月30日 (月曜深夜) 1:25 - 1:55  | 納涼！夏祭りを開催                                             | 3人で〇〇やってみた！」をテーマに、メンバー3人がやりたいコトに挑戦！ ▽中丸が提案した「夏祭り」を開催！ 本格的な夏祭りを再現し屋台に手持ち花火など存分に楽しみます！ ▽当日参加出来なかった亀梨にはサプライズで夏祭りをプレゼント！                                                                         | ツイテオイデ                   |          |
| 18   | 2022年9月27日 (月曜深夜) 1:35 - 2:05  | 3人で高級家具を見に行きたい！                                  | ▽今回は中丸が提案する「3人で高級家具を見に行きたい！」 ▽都内の高級家具店を巡って一流の家具を品定め！ 果たして中丸が欲しい家具は見つかるのか？ ▽さらに1年ぶりとなるSPパーティーも開催！ | なし                           |          |
| 19   | 2022年11月1日 (月曜深夜) 1:25 - 1:55  | 3人でお台場周辺で遊びたい！                                    | ▽今回は亀梨が提案する「3人でお台場周辺で遊びたい！」 ▽お台場周辺の話題スポットをKAT-TUN3人が遊び尽くす！ ▽さらに屋形船ではもんじゃ焼きを堪能！ | なし                           |          |
| 20   | 2022年11月22日 (月曜深夜) 1:30 - 2:00 | 3人でドライブしながらトークする回                              | ▽今回は東京を離れて「3人がドライブしながらトーク」する回 ▽みなさんからの質問にメンバーが余す事なく答えます ▽ドライブ道中での寄り道も必見！ | なし                           |          |
| 21   | 2022年12月24日 (金曜深夜) 1:05 - 1:30 | 三人で熊本慰安旅行をしよう！（前編）                           | ▽今回は「何するカトゥーン？」in熊本と題し上田提案の熊本慰安旅行！ ▽熊本名物馬刺しを始め郷土料理に舌鼓！ ▽さらに！ヘリコプターで阿蘇山を一望＆あの名物キャラも登場するSP回！ | Winter Brightness              |          |
| 22   | 2022年12月27日 (月曜深夜) 1:45 - 2:15 | 三人で熊本慰安旅行をしよう！（後編）                           | ▽今回は「何するカトゥーン？」in熊本と題し上田提案の熊本慰安旅行！ ▽熊本の知られざる名所を巡るSP回！ ▽地元の食に舌鼓＆奇跡の滝に大興奮！ | なし                           |          |
| 23   | 2023年1月28日 (金曜深夜) 1:25 - 1:55  | KAT-TUN3人で袴でBBQしながら新年会をしよう！                    | ▽今回は去年も行った新年SP企画「三人で袴でBBQしながら新年会をしよう」！ ▽豪華食材をかけて3人がゲームに挑戦！豪華食材ゲットなるか？ ▽さらに！KAT-TUNの2023年を占うSP企画も！ | ゼロからイチへ、Into The Light | [ 注 4 ] |
| 24   | 2023年2月25日 (金曜深夜) 1:35 - 2:05  | KAT-TUN3人で都市伝説を楽しもう！                               | ▽今回は中丸の企画「3人で都市伝説を楽しもう！」 ▽巷で噂される都市伝説をテーマに専門知識を持ったスペシャリストが語り尽くす！ ▽信じるか信じないかはアナタ次第のSP企画！ | Fantasia                       |          |
| 25   | 2023年3月25日 (金曜深夜) 1:35 - 2:05  | 視聴者に生の声を聞こう！「何するサミット」開催！               | ▽今回は祝！3年目突入！視聴者参加型企画「何するサミット」を開催！ ▽番組に関する議題をリアルタイムでTwitterで質問！視聴者の方と共に新たな番組の方向性を考えます！ ▽さらに！好評だった「都市伝説」回の未公開シーンもお届けします！                                                                           | Love Lots Together             |          |
| 25.5 | 2023年3月30日 (水曜深夜) 0:00 - 0:30  | 祝！番組3年目突入！3人でちゃんこ鍋を食べながら「ありがとう」。 | KAT-TUNでデビュー15周年番組「何するカトゥーン？」CSオリジナル回第3弾！ 2年間の放送の締めは3人でちゃんこ鍋屋で打ち上げしながら感謝の気持ちを伝えます！ | なし                           | [ 注 3 ] |

### 17周年 (2023年4月 - 2024年3月)
| 回   | 放送日時                              | サブタイトル                                                           | 放送内容 | スタジオ披露楽曲          | 備考 |
| ---- | ------------------------------------- | ---------------------------------------------------------------------- | --- | ------------------------- | ---- |
| 26   | 2023年4月25日 (月曜深夜) 1:25 - 1:55  | KAT-TUN3人で秋葉原を楽しもう！                                         | ▽今回は「聞いたことあるけど行ったことない場所ツアー」の第2弾！KAT-TUN3人で秋葉原を楽しみます ▽行き先は「ヨドバシカメラ 秋葉原店」！今注目のステルス家電にKAT-TUNの3人も興味津々！ ▽他にも今話題の最新家電も続々登場！               | なし                      |      |
| 27   | 2023年5月29日 (月曜深夜) 1:25 - 1:55  | KAT-TUN3人で秋葉原を楽しもう！後半戦！                                 | ▽今回は「聞いたことあるけど行ったことない場所ツアー」の第2弾！秋葉原後半戦 ▽3人が男心をくすぐるガンシューティングを体験！的当てゲームで大ハシャギ！ ▽話題のフクロウカフェでフクロウと記念撮影！ ▽さらに秋葉原の人気カレー店で舌鼓！ | Wild Rose                 |      |
| 28   | 2023年6月27日 (月曜深夜) 1:35 - 2:05  | KAT-TUN3人で最高のだし茶漬けを食べよう！                               | ▽今回は大人のオーダーメイド「最高のだし茶漬けを食べよう！」 ▽「丁寧な暮らしは丁寧な食事から」をテーマに究極のだし茶漬け作りに挑戦！ ▽KAT-TUNの3人がだし＆お米を選び、最高のだし茶漬けを作ります！                                   | DON’T U EVER STOP         |      |
| 29   | 2023年8月1日 (月曜深夜) 1:25 - 1:55   | KAT-TUN3人でその道の老舗を巡ろう！                                     | ▽今回は「3人でその道の老舗を巡ろう！」 ▽高田馬場の老舗レトロゲームセンターで懐かしいゲームで大はしゃぎ ▽さらに原宿の老舗プリクラ屋で最新のプリクラ機を体験！その道の老舗を堪能します！                                              | なし                      |      |
| 30   | 2023年8月29日 (月曜深夜) 1:25 - 1:55  | KAT-TUN3人でその道の老舗を巡ろう！後編                                 | ▽今回は「3人でその道の老舗を巡ろう！後編」 ▽3人がご主人さまになってメイドカフェを初体験！ ▽老舗エリアにある神田明神で参拝 ▽さらに創業193年の老舗であんこう鍋に舌鼓！その道の老舗を堪能します！                                      | Cross                     |      |
| 31   | 2023年9月26日 (月曜深夜) 2:30 - 3:00  | 念願の初海外！2泊3日弾丸ツアー「香港ディズニーランド」                 | ▽今回は念願の初海外！2泊3日の弾丸ツアー「香港ディズニーランド編」 ▽上田＆中丸。さらにTravis Japanの川島如恵留＆七五三掛龍也をゲストに迎えて香港ディズニーランド限定のアトラクションを堪能！ ▽亀梨もナレーションで参加します！       | RESCUE                    |      |
| 32   | 2023年10月30日 (月曜深夜) 1:35 - 2:05 | 念願の初海外！2泊3日の弾丸ツアー「マカオ」編                           | ▽念願の初海外！2泊3日の弾丸ツアー「マカオ編」 ▽上田＆中丸。さらにTravis Japanの川島如恵留＆七五三掛龍也がマカオの豪華ホテル＆グルメを堪能する大人旅 ▽亀梨もナレーションで参加します！                                               | SIX SENSES、LIPS          |      |
| 33   | 2023年11月28日 (月曜深夜) 1:35 - 2:05 | 祝！2回目の開局「何するラジオ」                                        | ▽今回は2回目となる「何するラジオ」が開局 ▽視聴者から「KAT-TUNあるある」＆「何するカトゥーン？あるある」を募集してのSPトーク！果たしてどんな回答が飛び交うのか！？                                                                   | DIRTY LUV                 |      |
| 34   | 2023年12月26日 (月曜深夜) 1:45 - 2:15 | KAT-TUN3人で都市伝説を楽しもう！第2弾                                  | ▽今回は中丸のガチ趣味企画「KAT-TUN3人で都市伝説を楽しもう！」第2弾を開催 ▽巷で噂される都市伝説をテーマに専門知識を持ったスペシャリストが語り尽くす！信じるか信じないかはアナタ次第のSP企画！                                        | New sight                 |      |
| 35   | 2024年1月30日 (月曜深夜) 1:25 - 1:55  | KAT-TUN恒例の袴でBBQ新年会                                             | ▽今回はお正月恒例！袴でBBQ 新年会を開催 ▽富士山を拝みながら豪華食材をかけた輪投げゲームや餅つきなど正月恒例のSP企画を開催！ | なし                      |      |
| 36   | 2024年2月27日 (月曜深夜) 1:25 - 1:55  | KAT-TUN3人でブレインダイブを体験しよう！                               | ▽今回はプロのマジシャン新子景視の「ブレインダイブ」の世界を体験 ▽導かれているかのごとく引き寄せられるニューマジックに驚きの連続！                                                                                                   | ギリスト！                |      |
| 37   | 2024年3月26日 (月曜深夜) 1:40 - 2:10  | KAT-TUN3人で開運厄除けする回                                           | ▽今回は1000年の歴史を誇る 成田山新勝寺でKAT-TUN3人が厄除けを体験 ▽さらに！老舗の料亭でお食事を楽しみながらのトークも満載！ | Kissing your hurts、ELIZA |      |
| 37.5 | 2024年3月30日 23:30 - 24:00           | 高速1万円、何するドライブトーク！ドライブインで1万円を使い切れるか！？ | CSでしか観られないオリジナル回！ 高速1万円、何するドライブトーク！ドライブインで1万円を使い切れるか！？ | なし                      |      |

### 18周年 (2024年4月 - 2025年3月)
| 回   | 放送日時                             | サブタイトル                           | 放送内容 | スタジオ披露楽曲          | 備考     |
| ---- | ------------------------------------ | -------------------------------------- | --- | ------------------------- | -------- |
| 38   | 2024年4月29日 (月曜深夜) 1:15 - 1:45 | KAT-TUN3人で蕎麦を極めよう！           | ▽今回は亀梨和也のリクエスト企画「KAT-TUN3人で蕎麦を極めよう」 ▽蕎麦の専門家に蕎麦にまつわる歴史を学ぶ「座学」＆今 食べておくべき名店を伝授「実践＆実食」 ▽さらに！実際に3人で江戸時代の蕎麦を打つ「実技」を体験します！                                             | なし                      |          |
| 39   | 2024年5月28日 (月曜深夜) 1:25 - 1:55 | KAT-TUN3人の脳をリラックスさせよう！   | ▽今回は究極の癒し企画「KAT-TUN3人の脳をリラックスさせよう！」 ▽簡単に脳波を測定できる最新のデバイスを使ってどんな時に脳がリラックスできているのかを検証します ▽香り＆音楽など様々な手段でリラックス！存分に癒された3人をお楽しみください！                          | なし                      |          |
| 40   | 2024年6月25日 (月曜深夜) 1:55 - 2:25 | 何するカトゥーン？in TAIWAN            | ▽今回は「何するカトゥーン？ in TAIWAN」 ▽熱狂的なファンに出迎えられ台湾に降り立ったメンバー！ファンの前で番組収録を行った一部始終をドキュメントでお伝えします ▽宿泊ホテルでは旅の恒例！部屋決めじゃんけんも ▽さらに打ち上げでは台湾の絶品グルメに舌鼓！必見です！！ | Real Face、Keep the faith |          |
| 41   | 2024年8月6日 (月曜深夜) 1:30 - 2:00  | 何するカトゥーン？in TAIWAN 後編       | ▽今回は「何するカトゥーン？ in TAIWAN」の後編 ▽美味しい物が盛りだくさんの台湾で極上グルメ旅を敢行 ▽台湾極上グルメ選抜を調査！3人が実際に食べてNO.1グルメを探します！                                                                                                | Peacefuldays              |          |
| 41.5 | 2024年9月7日 (土) 23:30 - 24:00      | KAT-TUN3人で大人のアイウェアを嗜もう！ | ▽今回のテーマは「KAT-TUN3人で大人のアイウェアを嗜もう！」 ▽様々なブランドのアイウェアがスタジオに集結！3人がテーマに沿ってアイウェアをコーディネート ▽アイウェア一つで世界が変わる体験を一緒に楽しみましょう。                                                      | なし                      | [ 注 3 ] |
| 42   | 2024年9月30日 (月曜深夜) 1:35 - 2:05 | 弾丸日帰り！とんぼ返りグルメ旅 前編    | ▽今回は「弾丸日帰り！とんぼ返りグルメ旅 前編」 ▽亀梨＆上田がどうしても食べたかった日本の極上グルメを求めてお互い別々の場所を旅します ▽お互いの行き先は知らずに何処に行って何を食べたのかを当てるクイズも備わった全く新しいグルメ旅！お楽しみに！                    | なし                      |          |

## ネット局

### 現在のネット局
| 放送対象地域 | 放送局                  | 系列           | 放送日時                     | 放送期間         | 備考 |
| ------------ | ----------------------- | -------------- | ---------------------------- | ---------------- | --- |
| 関東広域圏   | フジテレビ（CX）        | フジテレビ系列 | 火曜 1:25 - 1:55（月曜深夜） | 2021年4月20日 -  | 制作局 |
| 山形県       | さくらんぼテレビ（SAY） | フジテレビ系列 | 不定期放送                   | 2021年12月23日 - | #1初回放送日時は2021年12月23日 (水曜深夜) 0:45 - 1:15 #2初回放送日時は2021年12月29日 (火曜深夜) 0:10 - 0:40 |
| 日本全国     | フジテレビTWO           | CS放送         | 土曜 23:00 - 23:30           | 2021年3月31日 -  | 原則毎回初回放送日時は、最新話地上波放送後の次の土曜日23時。 再放送あり スピンオフ#0初回放送日時は2021年3月31日 (水) 22:00 - 22:40 #0 - 6とスピンオフ#6.5は2021年9月29日 (水) 19:00 - 23:00 一挙放送する スピンオフ＃12.5初回放送日時は2022年3月31日 (木) 22:30 - 23:00 |

### インターネット配信
番組放送後にはFOD、TVer、GYAO!で見逃し配信。権利上の都合などにより、スタジオでの歌唱部分はカットされている。
| 配信元        | 備考                                                                                        |
| ------------- | ------------------------------------------------------------------------------------------- |
| FODプレミアム | 地上波未公開映像を追加した完全版が配信されます サブスクリプション方式、原則毎月最新話が追加 |
| FOD見逃し無料 | 最新話限定一週間で無料配信                                                                  |
| TVer          | 最新話限定一週間で無料配信                                                                  |
| GYAO!         | 最新話限定一週間で無料配信                                                                  |

## スタッフ
- ナレーター：保村真（第1回 - 第12.5回）、南雲大輔（第14回 - ）
- 構成：KAT-TUN、大平将貴、永井ふわふわ
- TD：米山和孝
- CAM：白石峰郎、二見健二、古俣智則、松田幸祐、中野誠也、野澤美由紀、片野裕史、村野哲也、横山大輔、中田麟太郎
- VE：篠原佑季
- PA：白鳥慎一郎
- 音声：太田宗孝
- 照明：内山晶裕
- レーザー：吉田哲巳
- 技術協力：fmt、田中電設、サンフォニックス、ランダム、明光セレクト
- 美術進行：横山勇
- 美術デザイン：寺本夏実
- 美術プロデューサー：木村文洋
- 美術協力：フジアール、ヤマモリ、東宝舞台
- スタイリスト：野友健二
- メイク：豊福浩一、坂下秋穂
- 編集：太田正人
- MA：長田浩幸、土屋信
- 音効：金子寛史
- 編成：枝根聡樹
- 広報：加藤麻衣子
- FOD：野村和生
- 協力：ジャニーズ事務所
- ディレクター：小元肇
- 演出・プロデューサー：松田朋子
- チーフプロデューサー：岡本栄史
- 制作協力：KamSha
- 制作著作：フジテレビ